# مسلمون حيدر آباديون
హైదరాబాదీ ముస్లింలు
हैदराबादी मुस्लिम

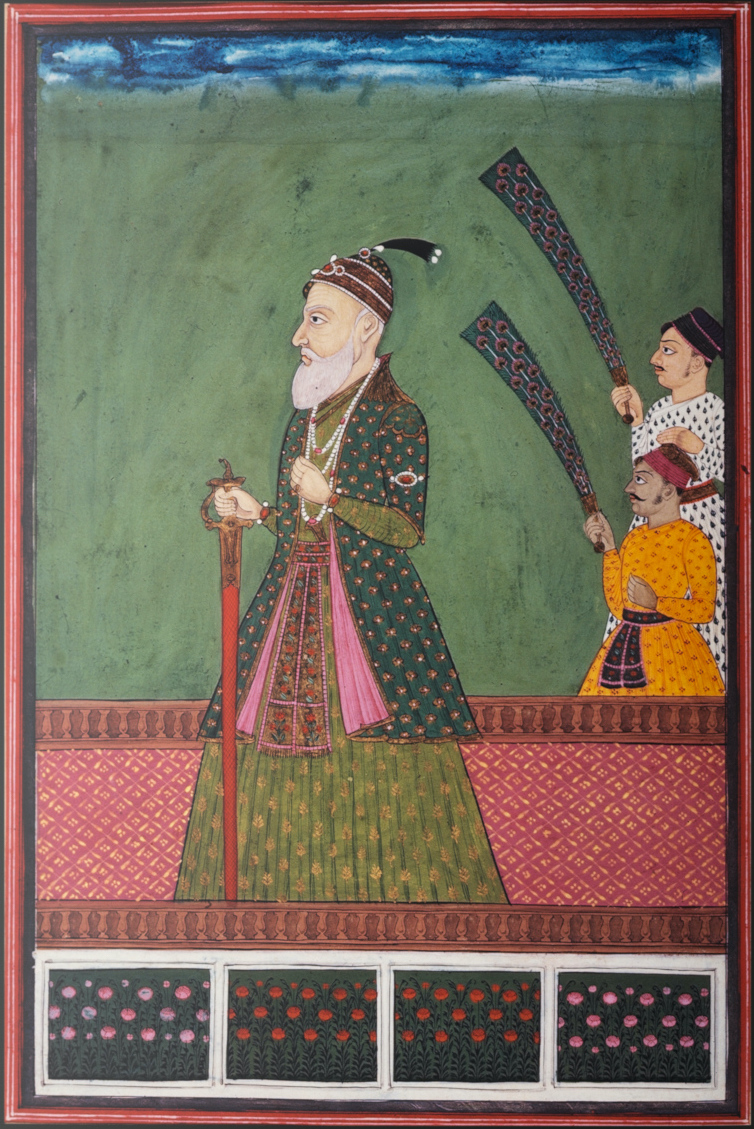
آصف جاه قمر الدين
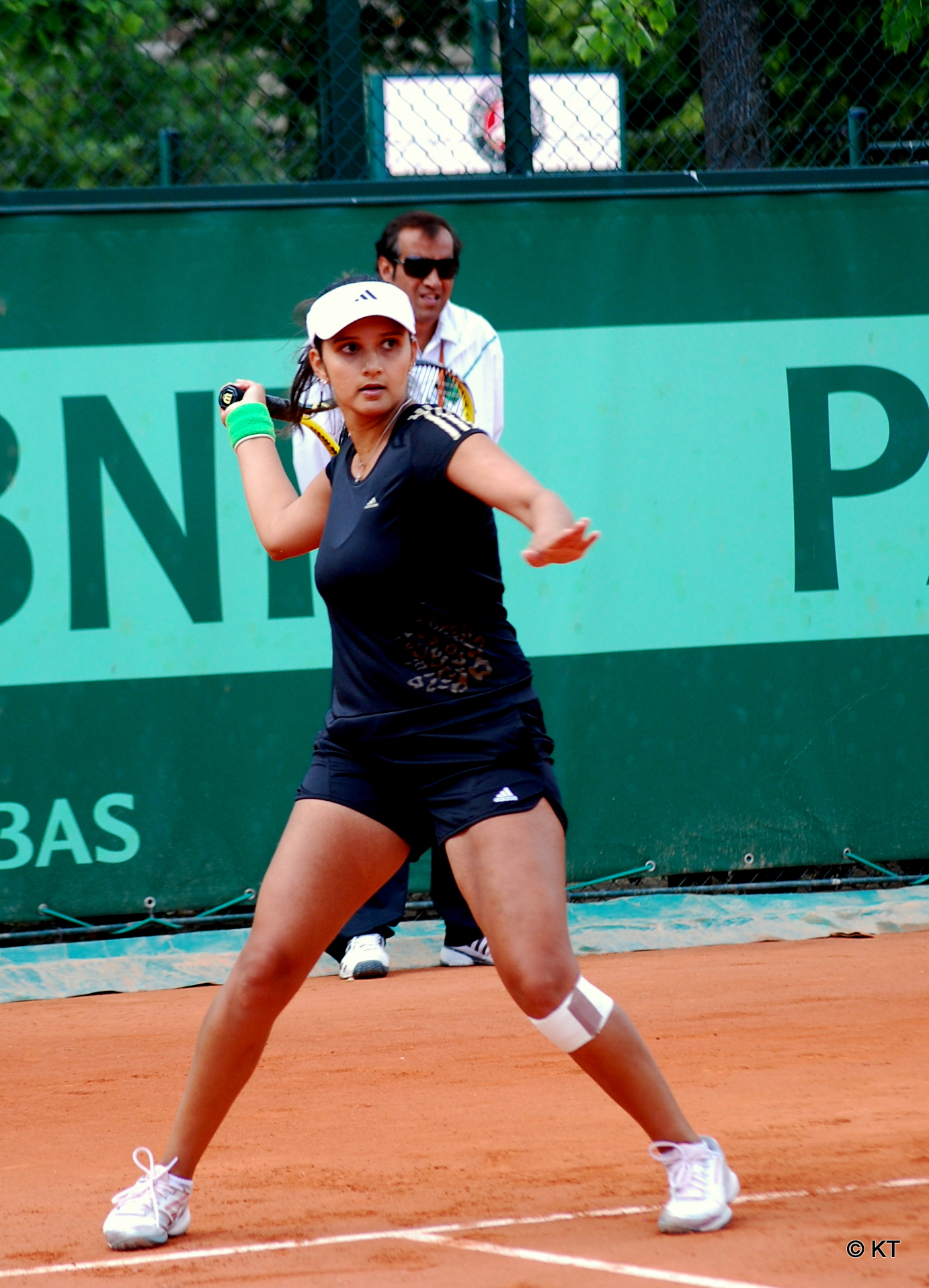
سانيا ميرزا

المسلمون الحيدر آباديّون مجموعة من المسلمين الناطقين باللغة الأردية الذين ينحدرون أساساً من دولة حيدر آباد قبل اندثارها أواسط القرن العشرون، تشتتوا بعد اندثار دولتهم في مختلف دول العالم وخصوصاً في باكستان، والسعودية ودول الخليج العربي، وتعتبر هذه المجموعة منفصلة عن سكان مدينة حيدر آباد الحاليين وما حولها.

## تاريخ
نعِم المسلمون الحيدر آباديون بحالة من الرخاء والاستقرار السياسي والاجتماعي خلال حكم سلالة نظام الملك وخصوصاً عندما أصبحت عاصمتهم حيدر آباد وإنشاء سلطنة غولكوندا وكانت مملكتهم غنية بالذهب والألماس.
بعد استقلال الهند عن بريطانيا أواسط القرن العشرون غزت القوات الهندية حيدر آباد سنة 1948 في حملة عسكرية أُطلق عليها بولو نتج عنها إنهاء دولة حيدر آباد وضم أراضيها للهند وارتكاب مجازر راح ضحيتها آلاف المسلمين وهجرة جماعية لسكان المنطقة خصوصاً إلى باكستان ودول الخليج وعدد من الدول الغربية مثل الولايات المتحدة وكندا والمملكة المتحدة.